# Église Saint-Michel de Goussainville
L'église Saint-Michel est située à Goussainville, dans le Val-d'Oise.

## Description
L'édifice est labellisé « Patrimoine du XXe siècle » depuis 2011.